# Mauro García
Mauro García Juncal (Moaña, Pontevedra, España, 21 de mayo de 1971) es un exfutbolista español que se desempeñaba como defensa.

## Clubes
| Club                     | País   | Año       |
| ------------------------ | ------ | --------- |
| Pontevedra CF            | España | 1989-1995 |
| S. D. Compostela         | España | 1995-2000 |
| Rayo Vallecano de Madrid | España | 2000-2003 |
| Pontevedra C. F.         | España | 2003-2006 |